# Ewa Hutny
Ewa Hutny (ur. 1964) – dziennikarka związana z tematyką komputerową. 
Składała zerowy numer Magazynu Amiga, który został opublikowany jako wkładka do numeru 7/1992 czasopisma Enter. W latach 1992–2004 pracowała w wydawnictwie Lupus, gdzie od 1994 do 2004 roku była redaktor naczelną miesięcznika Enter. W 2006 roku przygotowywała debiut miesięcznika komputerowego PC Format w nowym kształcie w Wydawnictwie Bauer. Od lutego 2006 (debiutu rynkowego) do grudnia 2009 roku redaktor naczelna PC Formatu.